# مثجور الضبي
مثجور الضبي هو مَثْجور بن غيلان الضبي، فهو مَثْجور بتسكين الثاء المعجمة بثلاث؛ ابن غيلان بفتح الغين المعجمة، ابن خرشة بفتح جميع حروفها؛ الضبي التميمي، (00-85هـ).
من قبيلة تميم العدنانية؛ وبنو ضبة بطن من طابخة من العدنانية، وهم بنو ضبة بن أد ابن طابخة، وكانت ديارهم بجوار ابن يغنم؛ بالنواحي الشمالية التهامية من نجد؛ ثم انتقلوا في الإسلام إلى الجزيرة الفراتية في شمال العراق، وبها قتلوا الشاعر الشهير المتنبي.
روى القليل من غريب أحاديث الفتن، واختُلِف في أهليته، فسكت عنه محققو الحديث الشريف، فلم يزكوه؛ ولم يضعوا له ذكراً. كان فصيح اللسان، قوي الحجة والمنطق، حاضر البديهة. حتى قيل عنه بأنه: «من العلماء بالأنساب، وكان مُقدَّماً في المنطق»

## كتابه في الأنساب
ذكرت كثير من المصادر بأنه قد ألف كتاباً في أنساب العرب، كان بذرة للشروع في تدوين الأنساب وتسجيلها، ونقلها من الصدور إلى السطور. وكان له الأثر في تثبيت هذه الأنساب وإقرارها في الكتب والموسوعات، وأن كتابه في الانساب كان متداولاً يوم ذاك، ولكنه لم يصلنا.[بحاجة لمصدر]

## روايته للحديث

### عن مَن؟
روى الحديث النبوي (يعني أخبر أنه قد سمعه) من تابعي واحد فقط هو: عن عبد الله بن الصامت الغفاري، المتوفى سنة 71هـ وكنيته: أبو النضر. وهو غير عبادة بن الصامت الصحابي الجليل الذي كنيته «أبو الوليد» المتوفى سنة 34هـ. في حين أن اثنين فقط من الرواة هما من نقلا الحديث عنه، وهما: محمد بن أبي يعقوب وهشام بن حسان.

### غريب أحاديث الفتن
فالأحاديث التي رواها هي أحاديث في الفتن وفي الغريب منها، ومثال ذلك حديث:
حَدَّثَنَا حَمْزَةُ بْنُ عَلِيٍّ، قَالَ: حَدَّثَنَا أَحْمَدُ بْنُ مِهْرَانَ السِّيَرافِيُّ، قَال:َ حَدَّثَنَا مَالِكُ بْنُ يَحْيَى، قَال:َ حَدَّثَنَا يَزِيدُ بْنُ هَارُونَ، قَال:َ أَخْبَرَنَا مَهْدِيُّ بْنُ مَيْمُونٍ، عَنْ مُحَمَّدِ بْنِ أَبِي يَعْقُوبَ، قَال:َ حَدَّثَنِي الْمَثْجُورُ بْنُ غَيْلَانَ، عَنْ عَبْدِ اللَّهِ بْنِ الصَّامِتِ، أَنَّهُ قَال«: إِنَّ أَسْرَعَ الْأَرَضِينَ خَرَابًا الْبَصْرَةُ وَمِصْرُ، فَأَمَّا مِصْرُ فَإِنَّ نِيلَهَا يَنْضَبُ أَوْ قَالَ يَيْبَسُ، فَيَكُونُ ذَلِكَ خَرَابُهَا» وهو حديث عن المستقبل وعن الغيب، وليس فيه نقل عن الرسول صلى الله عليه وسلم، ولا عن الصحابة، بل هو منقول عن التابعي عبد الله بن الصامت. وهو حديث ضعيف، وهو ما يسمى في علم الحديث: (ما روي عن تابعي أو من دونه قولاً له أو فعلاً. وهذا غريب ضعيف).

## أسباب الاختلاف فيه

### الشاعر القلاخ
بعض المؤرخين صنفه على أنه من خيرة الرجال، وذلك لما كان من تعدد مهاراته؛ مثل البلاغة، والمنطق، وعلمه بالأنساب، وكذلك قُرب أبيه ومكانته عند الوزراء والولاة فيما بعد، والتوسط له. وكذلك أيضاً موقف المروءة الذي سيأتي ذكره. ومثال ذلك ما قاله الشاعر «القلاخ بن حزن المنقري» في أبيات له فيه، منها: «إذا قال بذّ القائلين مقاله ... ويأخذ من أكفائه بالمخنَّق».
بينما آخرون صنفوه على غير ذلك، وذلك للأسباب التالية:

### أولاً: سيرة أبيه غيلان الضبي
فسيرة أبيه لم تكن حسنة، ولم تكن تصب في صالحه، فقد كان أبوه أحد زعماء المرتدين عن الإسلام، فقد اتبع المرأة التي ادعت النبوة في عهد أبي بكر الصديق سجاح التميمية، ثم بعد زواجها من مسيلمة الكذاب ومقتله وهزيمتهما في حروب الردة؛ عاد إلى الإسلام مع الذين عادوا. وفي عهد عمر -كان بصفته زعيم قبيلة ضبة- يثير الفتن ويدعو بدعوى الجاهلية (العنصرية والقبلية) فأمر عمر بمعاقبته وبمعاقبة قبيلته، وصار بعد ذلك من الخوارج في عهد عثمان بن عفان، وأبي موسى الأشعري، وهو ممن ألّب على أبي موسى الأشعري.

### ثانياً: ذم جرير له
حيث ذمه أشهر شعراء العرب في فن الهجاء؛ وهو جرير، وقد أجمعت المصادر على أن الشاعر جرير قد هجاه هجاءً لاذعاً.

### ثالثاً: فساده
فقصة تولية الحجاج له وفساده في رعيته، وخيانته للأمانة، أثرت كثيراً في صورته، وكان فيها مقتله.
وفي التفاصيل أن الحجاج بن يوسف الثقفي ولّاه ناحية ابن قباذ، فظلم الرعية، وأخذ أموالهم بغير وجه حق -وهو أول من بنى الزنازين تحت الأرض في الإسلام ليرعب بها رعيته؛ بينما المشهور بأن الحجاج هو أول من ابتدعها؛ وذلك بسبب إقراره له على بناءها- فقَدِمَ عليه الحجاج وقد بنى الديماس (الزنازين) فقال له: ادخلها، فامتنع، فقال لجنده: أَدخِلوه فيها حتى ينظر كيف هي، فأدخَلوه فيها، فلما خرج منها قال له الحجاج: كيف رأيتها؟ قال: مَدخلَ سوء. قال له الحجاج: إذن فلا تُعرّض نفسك لها. فقال مثجور: والله لا أدخلها أبداً.. فلما حال الحول، وجاء موعد الزكاة واستيفاء الخراج، رفض رعية مثجور دفع الزكاة والخراج له، لادعائهم أنها جزء مما تم أخذه منهم بالقوة، وتَظَلّموا، فانكسر عليه الخراج. فلما انتشر الخبر، واستبطأ الحجاج الخراج، أرسل في طلبه، فهرب إلى جند يسابور بالأهواز، واستخفى، واختبأ عند موسى بن يزيد الأسواري وتزوج ابنة امرأته (ربيبته)، وعرف الحجاج مكانه، فبعث إليه جنوداً كثيرين ليحضروه محمولاً له. فهرب، فأخذ الجنود مكانه نسيبه موسى، فقطع الحجاج يديه ورجليه لإيوائه محدِثاً، فبحث عنه الحجاج في كل مكان، وطالب به عماله، فهرب إلى المدينة المنورة، واختبأ في قصرٍ لحفيد الخليفة عثمان يُقال له (المطرف) واسمه عبد الله بن عمرو بن عثمان بن عفان، فعرف مكانه، فدخل عليه الجنود وهو يقرأ في مصحف، وكان من عاداتهم حسب السنة الشريفة أن لا يقتلوا رافع المصحف ولا حامله، فأفلت من أيديهم، فأخذوا امرأته بدلاً منه، فصاحت: يا مثجوراه.. فرجع عليهم مثجور بالسيف، وقاتل حتى قُتِل -وهو موقف يذكره له بعض المؤرخين في كتبهم كمثال على المروءة. فاحتزّ والي المدينة عثمان بن حيان رأسَه، وبعث به إلى الحجاج، فأمر الحجاج بإدخال رأسه في الديماس (الزنازين) وقال: احنثوا بيمينه. وأمر به بعد ذلك فنصب، وصلبت جثته في المدينة.